# (17507) 1992 HH5
(17507) 1992 HH5 là một tiểu hành tinh vành đai chính. Nó được phát hiện bởi Henri Debehogne ở Đài thiên văn La Silla ở Chile ngày 24 tháng 4 năm 1992.